# Dendrobium longipes
Dendrobium longipes är en orkidéart som beskrevs av Joseph Dalton Hooker. Dendrobium longipes ingår i släktet Dendrobium, och familjen orkidéer. Inga underarter finns listade i Catalogue of Life.